# 大横道河
大横道河，位于中华人民共和国吉林省南部，是辉发河支流白云河的左岸支流，发源于东丰县西南横道河镇头道沟村以西的庆岭南山，蜿蜒东南流经合力村、联盟村、白蒿村、税局村、三好村以及梅河口市山城镇西山村，最后于山城镇西郊汇入白云河。河长29.2千米，流域面积196平方千米，河道平均比降3.4‰。年均径流量0.36亿立方米。